# Franco Nenci
Franco Nenci (ur. 25 stycznia 1935 w Livorno, zm. 15 maja 2020 tamże) – włoski bokser kategorii lekkopółśredniej, srebrny medalista letnich igrzysk olimpijskich w Melbourne.